# Maryna Sujewa
Maryna Arturauna Sujewa (belarussisch Марына Артураўна Зуева; * 20. März 1992 in Minsk) ist eine belarussische Eisschnellläuferin.

## Werdegang
Sujewa startete zu Beginn der Saison 2014/15 in Berlin erstmals im Eisschnelllauf-Weltcup und belegte dabei den fünften Platz in der B-Gruppe über 3000 m. Im weiteren Saisonverlauf errang sie bei der Mehrkampfweltmeisterschaft in Calgary den 21. Platz, bei der Mehrkampfeuropameisterschaft in Tscheljabinsk den 12. Platz und bei den Einzelstreckenweltmeisterschaften in Heerenveen den 14. Platz über 3000 m und den neunten Platz im Massenstart. Im folgenden Jahr lief sie bei der Mehrkampfeuropameisterschaft in Minsk erneut auf den 12. Platz und bei den Einzelstreckenweltmeisterschaften in Kolomna auf den 19. Platz über 3000 m und auf den 14. Rang im Massenstart. In der Saison 2016/17 belegte sie bei den Einzelstreckenweltmeisterschaften 2017 in Gangwon den 14. Platz über 3000 m, den zehnten Rang über 5000 m und den sechsten Platz im Massenstart und holte bei der Winter-Universiade 2017 in Almaty jeweils die Goldmedaille über 3000 m und 5000 m. In der folgenden Saison erreichte sie mit vier Top-Zehn-Platzierungen, den sechsten Platz im Gesamtweltcup über 3000 m/5000 m. Dabei kam sie in Minsk mit Platz zwei über 3000 m im Weltcup erstmals aufs Podest. Beim Saisonhöhepunkt, den Olympischen Winterspielen 2018 in Pyeongchang, wurde sie Elfte über 3000 m, Siebte über 5000 m und Sechste im Massenstart. Auch in der Saison 2018/19 errang sie den sechsten Platz im Gesamtweltcup über 3000 m/5000 m und kam in Hamar mit Platz drei über 3000 m erneut auf Podest. Bei der Mehrkampfweltmeisterschaft 2019 in Calgary lief sie auf den siebten Platz und bei den Einzelstreckenweltmeisterschaften 2019 in Inzell auf den 11. Platz im Massenstart und jeweils auf den neunten Rang über 3000 m und 5000 m. Nach mehreren Top-Zehn-Ergebnissen im Weltcup zu Beginn der Saison 2019/20, gewann sie bei den Europameisterschaften 2020 in Heerenveen die Bronzemedaille in der Teamverfolgung. Zudem wurde sie dort Neunte im Massenstart und Sechste über 3000 m. Ihre beste Platzierung beim Saisonhöhepunkt, den Einzelstreckenweltmeisterschaften 2020 in Salt Lake City, war der vierte Platz über 5000 m. Beim Weltcupfinale in Minsk wurde sie Zweite im Massenstart und errang den siebten Platz im Gesamtweltcup über 3000 m/5000 m. In der Saison 2020/21 belegte sie mit Platz neun und sechs im Massenstart, den sechsten Platz im Massenstartweltcup. Ihre besten Resultate bei den Einzelstreckenweltmeisterschaften 2021 in Heerenveen waren der siebte Platz im Massenstart und der sechste Rang in der Teamverfolgung.
Bei belarussischen Meisterschaften siegte Sujewa jeweils sechsmal über 1500 m (2016–2021) und 3000 m (2015–2017, 2019–2021), jeweils viermal im Mehrkampf (2014, 2016, 2019, 2020) und 1000 m (2017–2020) und jeweils einmal über 500 m (2019) und 5000 m (2015).

## Teilnahmen an Welt- und Europameisterschaften und Olympischen Winterspielen

### Olympische Spiele
- 2018 Pyeongchang: 6. Platz Massenstart, 7. Platz 5000 m, 11. Platz 3000 m
- 2022 Peking: 7. Platz Teamverfolgung, 7. Platz Massenstart, 9. Platz 5000 m, 16. Platz 3000 m, 23. Platz 1500 m

### Einzelstreckenweltmeisterschaften
- 2015 Heerenveen: 9. Platz Massenstart, 14. Platz 3000 m
- 2016 Kolomna: 14. Platz Massenstart, 19. Platz 3000 m
- 2017 Gangwon: 6. Platz Massenstart, 10. Platz 5000 m, 14. Platz 3000 m
- 2019 Inzell: 9. Platz 5000 m, 9. Platz 3000 m, 11. Platz Massenstart
- 2020 Salt Lake City: 4. Platz 5000 m, 8. Platz Massenstart, 9. Platz 3000 m, 20. Platz 1500 m
- 2021 Heerenveen: 6. Platz Teamverfolgung, 7. Platz Massenstart, 8. Platz 5000 m, 12. Platz 3000 m

### Mehrkampfweltmeisterschaften
- 2015 Calgary: 21. Platz Kleiner-Vierkampf
- 2016 Hamar: 21. Platz Kleiner-Vierkampf
- 2017 Hamar: 19. Platz Kleiner-Vierkampf
- 2019 Calgary: 7. Platz Kleiner-Vierkampf
- 2020 Hamar: 24. Platz Kleiner-Vierkampf

### Europameisterschaften
- 2015 Tscheljabinsk: 12. Platz Kleiner-Vierkampf
- 2016 Minsk: 12. Platz Kleiner-Vierkampf
- 2020 Heerenveen: 3. Platz Teamverfolgung, 6. Platz 3000 m, 9. Platz Massenstart
- 2022 Heerenveen: 4. Platz Teamverfolgung, 6. Platz 3000 m, 6. Platz Massenstart

## Persönliche Bestzeiten
- 500 m: 39,80 s (aufgestellt am 26. Oktober 2018 in Minsk)
- 1000 m: 1:17,12 min (aufgestellt am 25. August 2017 in Calgary)
- 1500 m: 1:54,83 min (aufgestellt am 3. März 2019 in Calgary)
- 3000 m: 3:55,73 min (aufgestellt am 9. März 2019 in Salt Lake City)
- 5000 m: 6:48,22 min (aufgestellt am 15. Februar 2020 in Salt Lake City)